# 烏田武通
烏田 武通（からすだ たけみち）は、戦国時代から安土桃山時代にかけての武将。大内氏、毛利氏の家臣。烏田景通の子。

## 生涯
筑前国怡土郡の750町の地を領した烏田城主・烏田景通の子として生まれる。
初めは大内氏に仕え、天文22年（1553年）4月19日、大内義長の吹挙により「右京進」の官を与えられたが、弘治3年（1557年）に大内義長が毛利元就によって滅ぼされると、元就に召し出され毛利氏家臣となった。
武通には嗣子がいなかったことから、国司元相の三男である助九郎（後の元貞）を婿養子としたが、後に実子の通知が生まれ、通知が後継となった。
永禄12年（1569年）8月11日、国司元武の執達により、町野隆風が売却した長門国大津郡日置庄利生山半済分1石4斗足、三隅町清富院半済分3石5斗足の地を買得地として毛利輝元から与えられた。
天正11年（1583年）10月26日には、「肥後守」の受領名を輝元から与えられる。
没年は不明。